# Veltins-Arena
Veltins-Arena (pronunție în germană [ˈfɛltɪns ʔaˈʁeːna]; original Arena AufSchalke pronunție în germană [ʔaˈʁeːna ʔaʊ̯f ˈʃalkə]) este un stadion de fotbal din Gelsenkirchen, Renania de Nord-Westfalia, Germania. A fost deschis în 2001, ca noul stadion de casă al clubului german Schalke 04.
Arena are 62.271 locuri în meciurile de Bundesliga și 54.740 locuri în meciuri internaționale. Este al patrulea stadion din Germania și al doisprezecelea din Europa, dar și al șaptelea din topul stadioanelor de club (după Camp Nou, San Siro, Westfalenstadion, Santiago Bernabeu, Allianz Arena și Old Trafford.

## Galerie

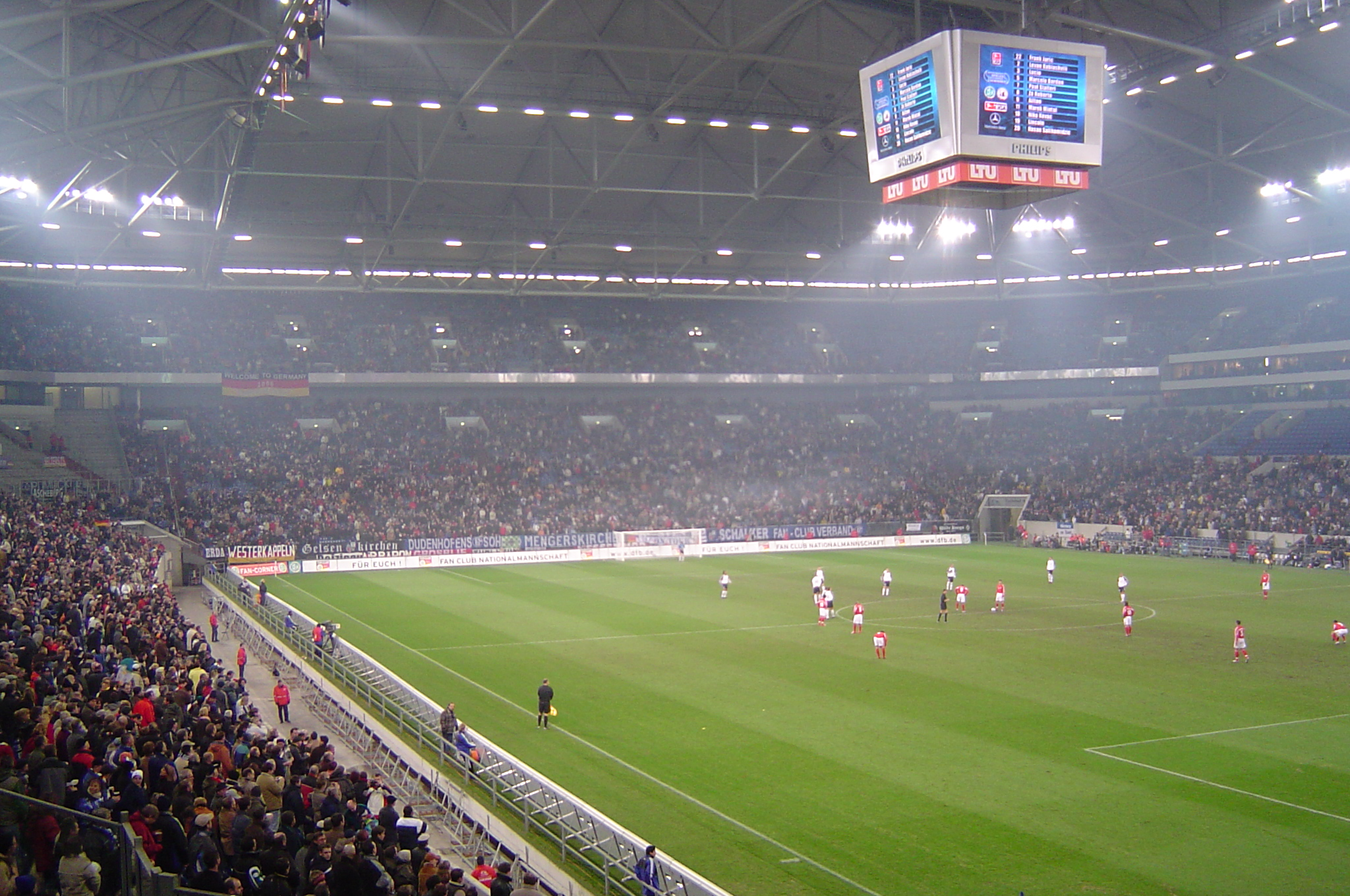
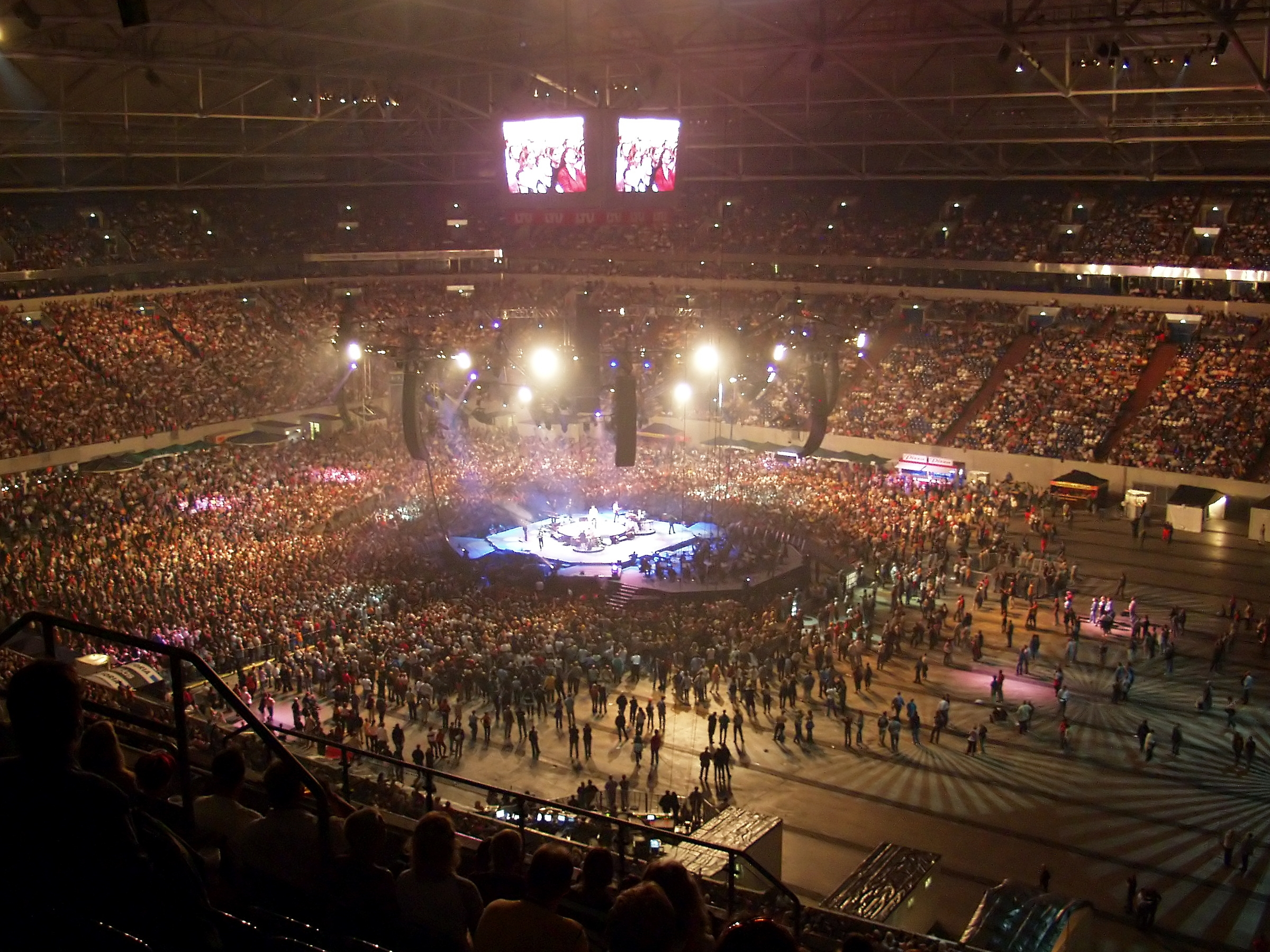
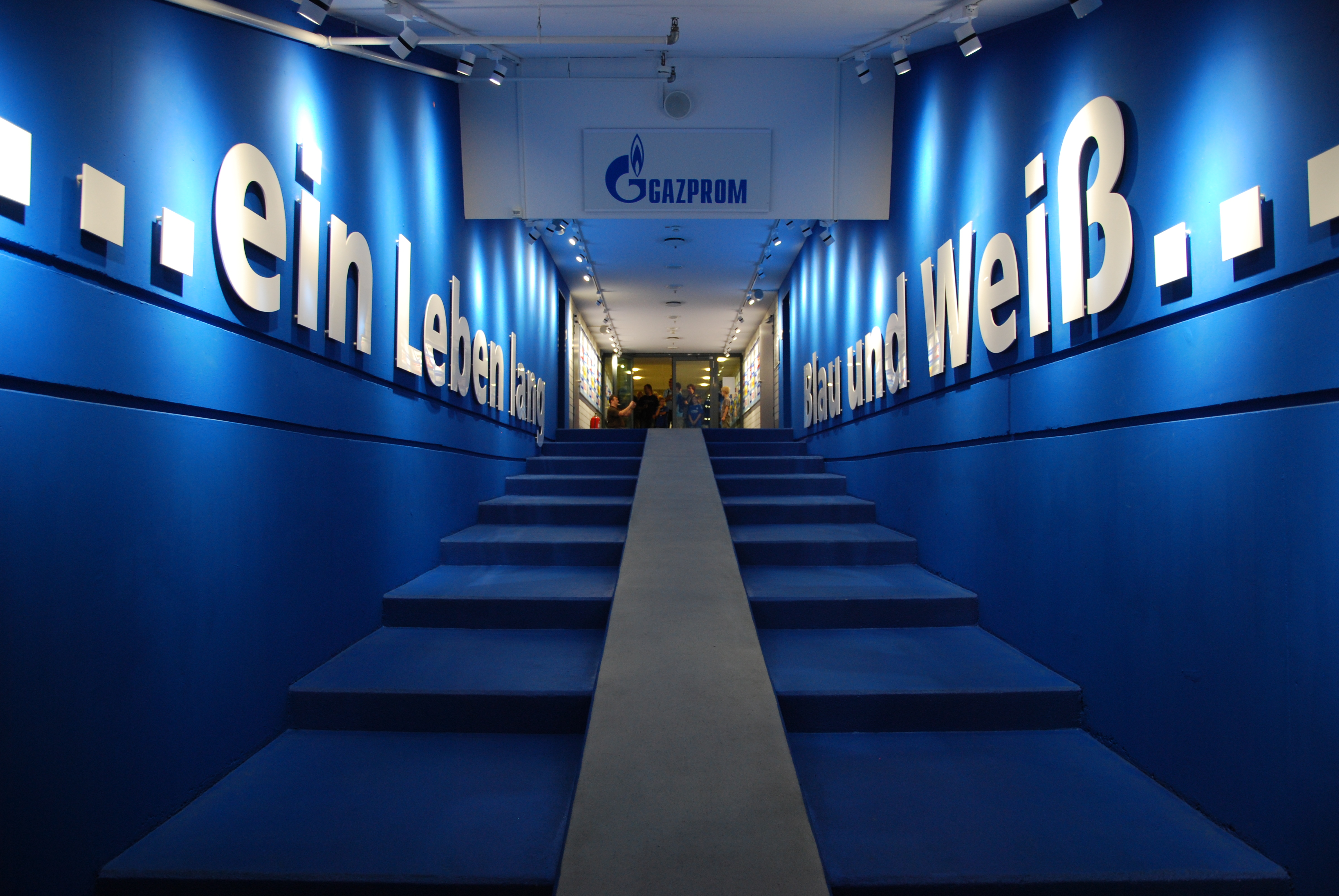